# Міллвейл (Пенсільванія)
Міллвейл (англ. Millvale) — місто (англ. borough) в США, в окрузі Аллегені штату Пенсільванія. Населення — 3376 осіб (2020).

## Географія
Міллвейл розташований за координатами 40°28′54″ пн. ш. 79°58′26″ зх. д. / 40.48167° пн. ш. 79.97389° зх. д. (40.481749, -79.973795).  За даними Бюро перепису населення США в 2010 році місто мало площу 1,76 км², з яких 1,60 км² — суходіл та 0,15 км² — водойми.

## Демографія
Згідно з переписом 2010 року, у селищі мешкали 3744 особи в 1786 домогосподарствах у складі 868 родин. Густота населення становила 2132 особи/км².  Було 2118 помешкань (1206/км²).
Расовий склад населення:
| - 93,1 % — білих - 3,8 % — чорних або афроамериканців - 0,3 % — корінних американців - 0,2 % — азіатів |

До двох чи більше рас належало 2,1 %. Частка іспаномовних становила 1,4 % від усіх жителів.
За віковим діапазоном населення розподілялося таким чином: 20,9 % — особи молодші 18 років, 65,0 % — особи у віці 18—64 років, 14,1 % — особи у віці 65 років та старші. Медіана віку мешканця становила 37,5 року. На 100 осіб жіночої статі у селищі припадало 95,5 чоловіків;  на 100 жінок у віці від 18 років та старших — 92,6 чоловіків також старших 18 років.
Середній дохід на одне домашнє господарство  становив 41 488 доларів США (медіана — 30 388), а середній дохід на одну сім'ю — 53 845 доларів (медіана — 47 888). Медіана доходів становила 36 588 доларів для чоловіків та 30 536 доларів для жінок. За межею бідності перебувало 26,1 % осіб, у тому числі 48,8 % дітей у віці до 18 років та 12,6 % осіб у віці 65 років та старших.
Цивільне працевлаштоване населення становило 2001 особа. Основні галузі зайнятості: освіта, охорона здоров'я та соціальна допомога — 22,3 %, фінанси, страхування та нерухомість — 12,0 %, мистецтво, розваги та відпочинок — 12,0 %.